# アンリ・カマラ
アンリ・カマラ（Henri Camara, 1977年5月10日 - ）は、セネガル・ダカール出身の元サッカー選手。現役時代のポジションはフォワード。
セネガル代表のエースストライカー。身体能力の高いアフリカ人の中でも1、2を争うスピードが魅力で、長くずれたロングパスにも簡単に追いつくことが出来る。

## 来歴
2016年9月20日、ギリシャ3部のイオニコスFCと契約を結んだことが発表された。
2002 FIFAワールドカップでは4試合に出場、ベスト8進出を決めたスウェーデン戦で2得点を挙げている。

## 代表歴

### 出場大会
- セネガル代表
  - 2002 FIFAワールドカップ

### 試合数
- 国際Aマッチ 98試合 29得点（1999年-2008年）[4][5]

| セネガル代表 | 国際Aマッチ | 国際Aマッチ |
| 年           | 出場        | 得点        |
| ------------ | ----------- | ----------- |
| 1999         | 10          | 2           |
| 2000         | 13          | 2           |
| 2001         | 10          | 3           |
| 2002         | 13          | 3           |
| 2003         | 7           | 3           |
| 2004         | 13          | 4           |
| 2005         | 7           | 4           |
| 2006         | 9           | 2           |
| 2007         | 4           | 3           |
| 2008         | 12          | 3           |
| 通算         | 98          | 29          |

## タイトル
グラスホッパーズ
- スーパーリーグ : 2000-01

セルティック
- スコティッシュカップ : 2004-05